# Menang Gini
Menang Gini is een bestuurslaag in het regentschap Aceh Tamiang van de provincie Atjeh, Indonesië. Menang Gini telt 950 inwoners (volkstelling 2010).